# Unterstand

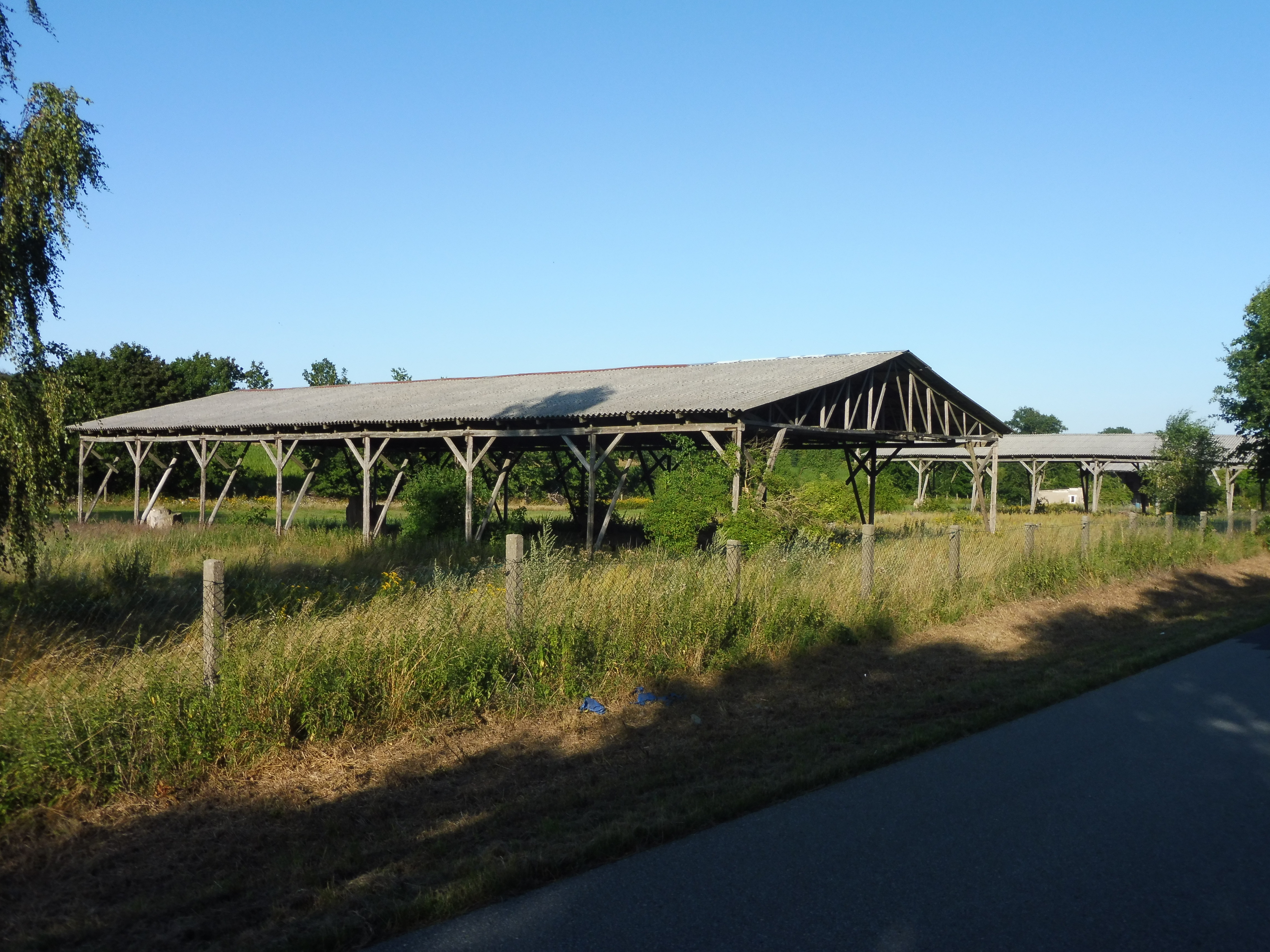
Landwirtschaftliche Unterstände in Mecklenburg

Ein Unterstand ist ein überdachter offener Platz als Schutz vor Niederschlag und Sonnenstrahlung.

## Beispiele

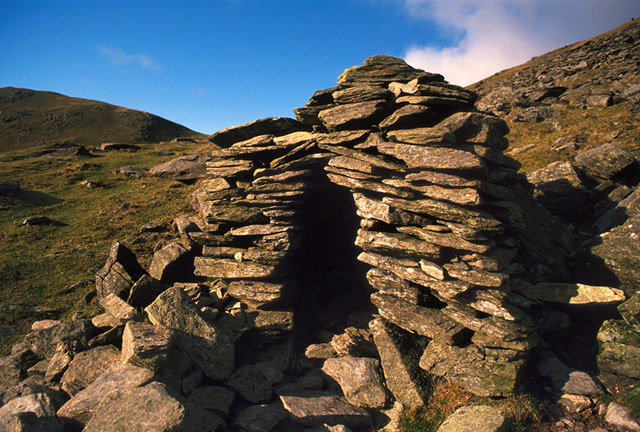
Unterstand aus Stein im Lake District im Norden Englands

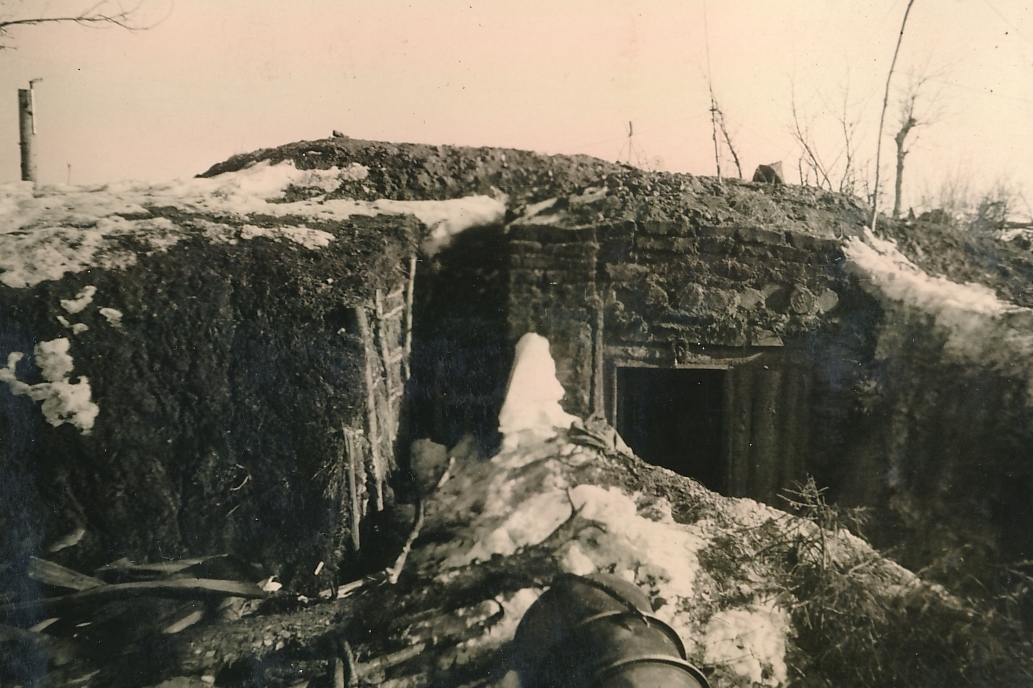
Unterstand in einem Schützengraben für deutsche Soldaten in Russland während des Zweiten Weltkriegs

Beispielsweise bei Bauernhäusern und Scheunen wird oft eine Seite des Dachs verlängert. Unter diesem Vordach kann dann z. B. Holz oder Heu gelagert werden. Teilweise wird dieser Unterstand auch für Tiere wie z. B. Pferde genutzt. Eine heute kaum mehr gebräuchliche Bezeichnung für ein auskragendes Vordach, wie es als Eingangsüberdachung oder als Überdachung eines Sitzplatzes verwendet wird, ist Abdach. Die moderne Form des Vordachs besteht aus einem zusätzlichen kleinen Dach, das über dem Eingangsbereich eines Hauses am Mauerwerk angebracht wird. Unterstände, die zu Lagerzwecken dienen, werden auch Schauer genannt.
Heutige Häuser haben oft einen Unterstand für diverse Fahrzeuge. Dieser Unterstand kann freistehend gebaut sein oder auch direkt an eine Hausmauer anschließen. Er wird meist mit dem englischen Begriff Carport bezeichnet, falls dieser für ein Auto verwendet wird.
Unterstände werden regelmäßig bei Bushaltestellen in Form von Wartehäuschen oder auf Bahnsteigen von Haltestationen zur Verfügung gestellt, um den wartenden Fahrgästen Schutz vor Wind und Regen zu bieten.

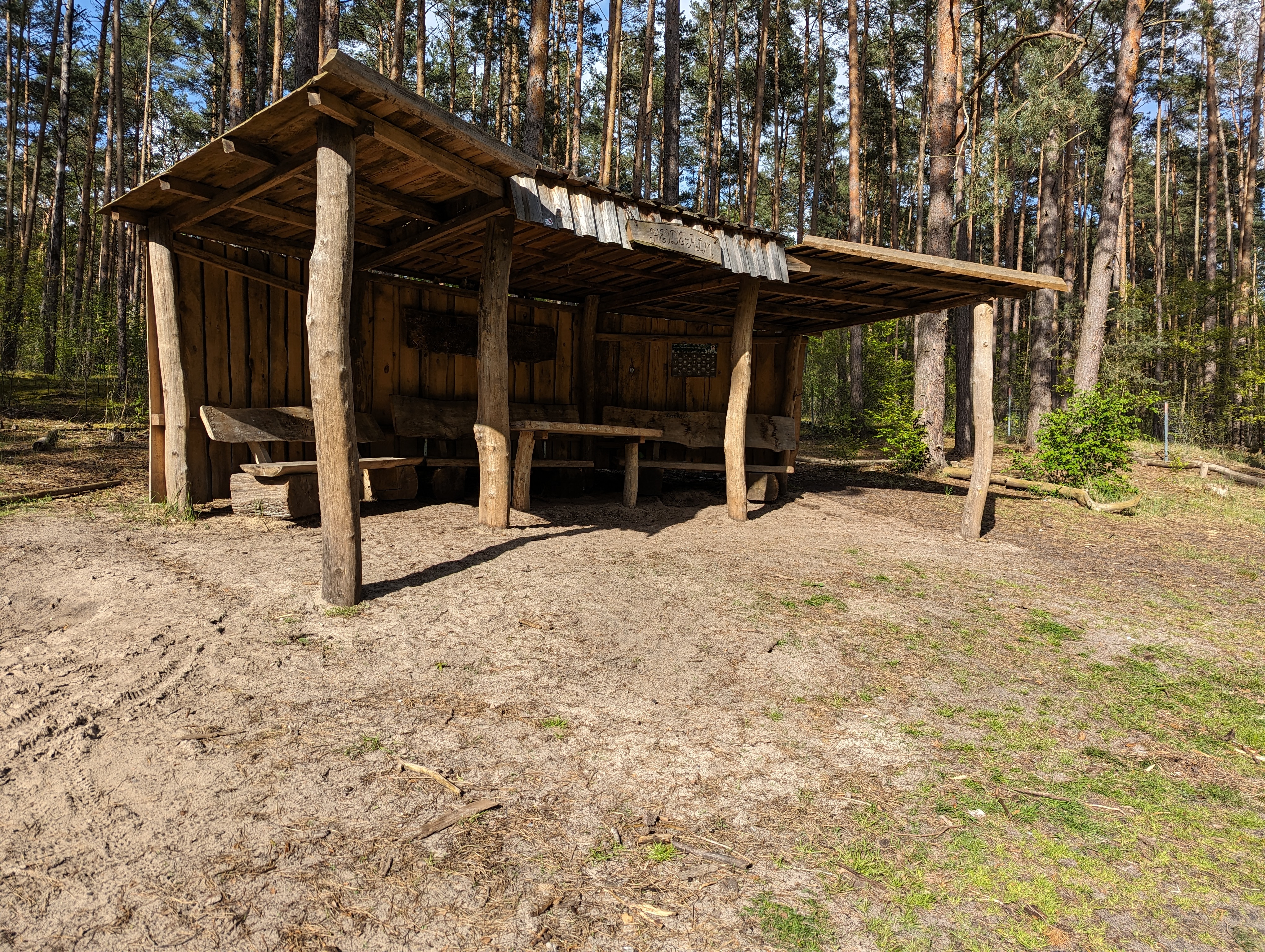
Unterstand „Heide-Alm“ am Löcknitztalweg

Am Rand von Wanderwegen sind ebenfalls oft Unterstände und Schutzhütten zu finden, in denen die Wanderer sich bei plötzlich auftretenden Unwettern unterstellen können. Diese Unterstände haben im einfachsten Fall nur ein Dach und bieten damit keinen Schutz vor Wind. Komfortablere Unterstände haben dagegen zwei oder drei Wände, die schon einen begrenzten Windschutz bieten. Den besten Windschutz bieten Unterstände, die vier Wände und einen offenen Zugang haben.
Während Stellungskriegen bzw. Grabenkriegen bauten die beteiligten Parteien umfangreiche Grabensysteme aus Schützengräben und anderen Feldbefestigungen (siehe auch Grabenkrieg im Ersten Weltkrieg). Sie wurden oftmals mit Holzverkleidungen, Sandsäcken o. Ä. verstärkt. Auch wurden sie zunehmend teilüberdacht: bis 1918 wurde die Luftaufklärung immer intensiver, professioneller und fand auch mittels Luftbildern statt. Anhand der Luftbilder wurden Ziele für den Artilleriebeschuss ausgewählt. Deshalb versuchten beide Seiten, einen Teil ihrer Unterstände so zu gestalten, dass sie aus der Luft nicht zu erkennen waren.
In Südostasien und Lateinamerika sind Palapas beliebte Unterstände.
Eine besondere Art von Unterständen mit lokaler Verbreitung in Deutschland sind Wetterpilze.